# Passbit

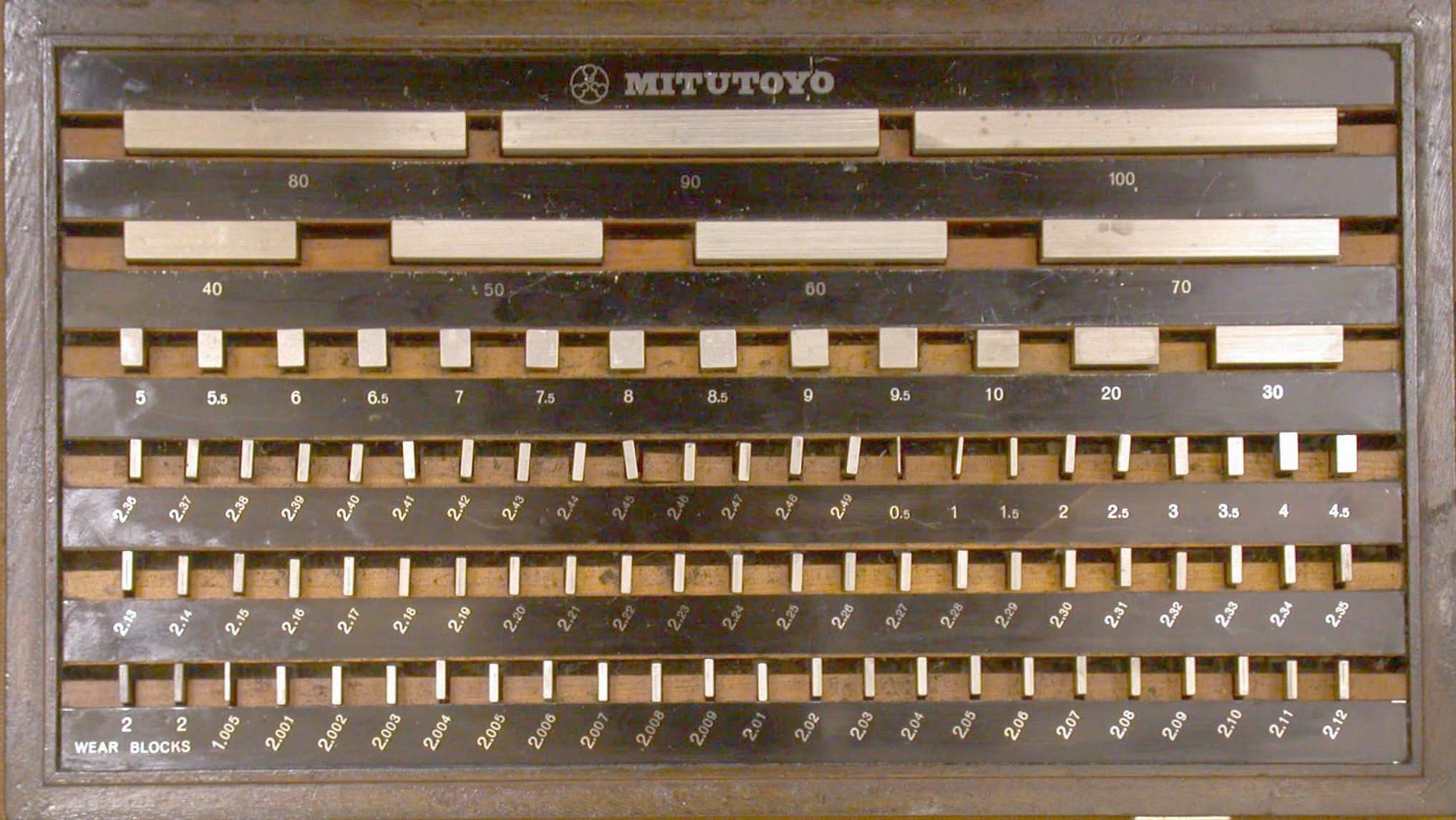
En uppsättning av passbitar. Satsen på bilden kan genom olika kombinationer klara tusendelssteg (0,001) från 4 mm.

En passbit är del av en kombinationsmåttsats uppfunnen av svensken Carl Edvard Johansson. Den ursprungliga måttsatsen innehöll 102 precisionsslipade passbitar av härdat stål som kunde kombineras att ge alla mått mellan 1 mm och 201 mm i steg om 0,01 mm. Detta motsvarade cirka 20 000 olika måttvärden. Det finns också måttsatser på exempelvis 122 bitar, där det också förekommer bitar i steg på 0,5 mikrometer (0,5 µm).
Passbitar används för kalibrering och måttinställning av mätverktyg, (tolkar), mätapparater och produktionsmaskiner och har haft en avgörande betydelse för utvecklingen av all modern industriproduktion.

## Beskrivning

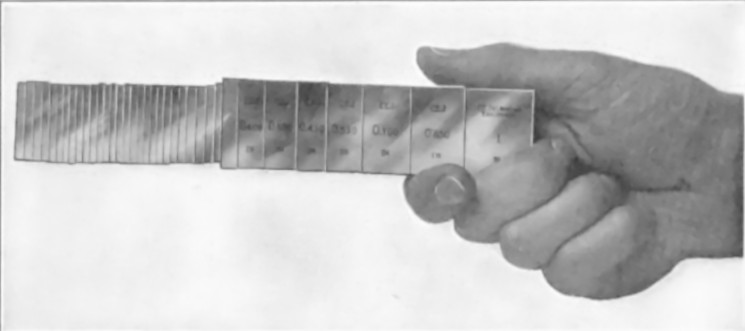
36 st sammanfogade passbitar som bär sin egen vikt

Varje passbit består av ett precisionsslipat och läppat rektangulärt block, av stål eller keramik, med två frånvända parallella referenssidor. Det nominella avståndet mellan dessa bearbetade sidor har en mycket hög måttriktighet. Block av standardkvalitet är ofta gjort av ett behandlat och icke magnetiskt stål medan kalibreringskvaliteter ofta är gjorda av zirkonium, volframkarbid eller kromkarbid, eftersom de är hårdare och slits mindre. Passbitar förekommer typiskt i satser med block av olika längd, för att möjliggöra en mängd olika måttvärden, som kan uppnås genom att stapla bitar på varandra. Den faktiska längden av varje block är något kortare än den påstämplade nominella längden, eftersom den längden kan inkludera ett mycket tunt skikt av häftande oljefilm, vid normal användning. Den nominella längden är känd som den interferometriska längden.
För att skapa ett nominellt mått används ett minimum av olika passbitar som staplas och sammanfogas för att skapa det önskade referensmåttet. När flera block ska sammanfogas tas de upp från sin förvaringslåda, rengörs från överflödig vaselin- eller oljefilm, skjuts och pressas samman samtidigt som de vrids över till en linjerande rektangulär stapelform. På grund av sin höga ytnoggrannhet och planhet hjälper lufttrycket till hålla bitarna samman ihop med andra adhesionskrafter. Passbitar är kalibrerade för att vara korrekta vid 20 °C (68 °F) och bör hållas vid denna temperatur vid noggrannare mätning, för att minimera effekterna av termisk expansion. Det förekommer också kombinationer med stål och keramiska bitar där slitageblock av keramik kan anbringas i en stapelände, för att skydda för mekaniskt slitage vid måttöverföringar. 
Den inom den mekaniska verkstadsindustrin mest brukliga måttsatsen (n:r 2) består av tre serier med 49 måttbitar i l:a, 49 i 2:a och 4 i 3:e serien samt med följande dimensioner: 
| Serie | fr.o.m. (mm) | t.o.m. (mm) | differens (mm) |
| 1     | 1,01         | 1,49        | 0,01           |
| 2     | 0,50         | 24,50       | 0,50           |
| 3     | 25           | 100         | 25,00          |

Dessutom tillkommer en extra passbit à 1,005 mm, genom vilken måttvärden i 0,005 mm erhålls. Härigenom kan cirka 40 000 olika kombinationer erhållas, nämligen för varje 
0,005 mm från och med 2 till och med c:a 200 mm, och för varje 0,01 mm från och med 1 till och med c:a 200 mm.

### Sammanfogning
Processen när passbitar fogas samman görs med en glidande, vridande och pressande metod, tills bitarna ligger i en stapel utan utstickande enskilda bitar. På grund av passbitarnas höga planhet och ytnoggrannhet skapas en sammanhållande kraft. En ordentligt sammanfogad stapel kan motstå en dragkraft på 330 N. Den exakta mekanismen som orsakar den sammanhållande kraften vid varje givet tillfälle är svår att analysera, då det ofta kan handla om flera samverkande krafter:
- Vakuum kan medverka till en sammanhållning, eftersom luften pressas ut i fogen.
- Ytspänning från olja och ånga, som finns mellan blocken.
- Molekylär attraktion och adhesion uppstår när två mycket plana ytor kommer i kontakt. Denna kraft kan få passbitar att följa varandra även utan smörjmedel och i ett vakuum.

Någon källa anser att de två sista punkterna är de mest betydelsefulla.

#### Sammanfogningstekniken
Sammanfogningstekniken kan delas i fyra steg:
1. För en ren passbit över en lätt oljad kudde.
2. Avlägsna överflödig olja med en torr duk.
3. Tryck passbiten vinkelrätt över den andra med ett måttligt tryck, till ett kors bildas.
4. Rotera blocket till bitarna ligger i linje med varandra.

Efter användning bör passbitarna anoljas eller fettas för att skydda mot korrosion.

### Tillbehör

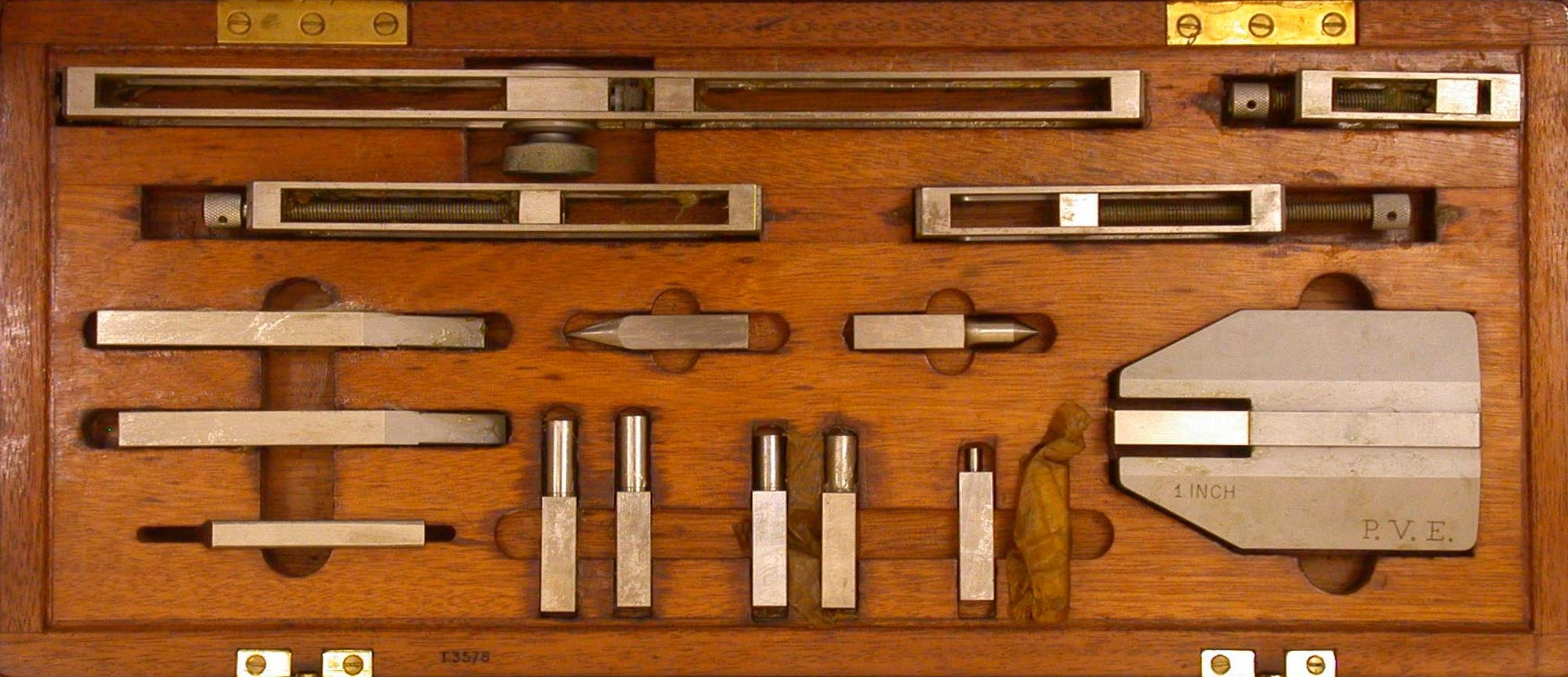
En passbithållarsats

Bilden ger en överblick över en uppsättning av hållare och verktyg för att bättre kunna nyttja och hålla samman passbitar säkert och att överföra deras nominella mått till andra referenspunkter.
Mätspetsarna är typiskt tillverkade av hårdmetall med en hårdhet på 1500 Vickers. Den långa hållarsatsen är tillverkad av högkvalitativt stål med ett tvärsnitt på 35 x 9 mm med hål för fastspänning.
En putssten används för att avlägsna märken eller grader för att upprätthålla den sammanhållande kraften.
Det finns två kuddar som används för att förbereda en passbit för sammanfogning. Den första är en oljad kudde, som förser passbiten med en tunn oljefilm. Den andra är en torr kudde, som tar bort överflödig olja från passbiten efter inoljningen.